# Downfall (jeu vidéo)
Pour les articles homonymes, voir Downfall.
 (février 2018).
Si vous disposez d'ouvrages ou d'articles de référence ou si vous connaissez des sites web de qualité traitant du thème abordé ici, merci de compléter l'article en donnant les références utiles à sa vérifiabilité et en les liant à la section « Notes et références ».
Downfall est un jeu vidéo d’aventure en pointer-et-cliquer développé par le studio indépendant Harvester Games et distribué par Screen7 en 2016. C’est un remake de la version du Downfall original paru en 2009.
Ce remake bénéficie d’un lifting graphique net (nouvelles résolutions et filtre graphique), de nouvelles musiques, un scénario légèrement revu et d’un doublage intégral. Le jeu est réalisé grâce au logiciel gratuit Adventure Game Studio (AGS).
Downfall constitue l’un des épisodes de la trilogie de Remi Michalski avec The Cat Lady (2012) et le futur Lorelai (2018) pour clôturer.

## Trame
Joe Davis, un jeune américain vivant en Grande-Bretagne, rencontre Ivy, une jeune fille, devant une cafétéria. Robbie, le petit frère de Joe, meurt après avoir tenté de récupérer ce qu’il pensait être de l’argent. Une dizaine d’années plus tard, Joe et Ivy se rencontrent à nouveau, tombent amoureux et se marient. Après quelques années de mariage, l’état de leur couple périclite; afin d’y voir plus clair et de repartir d’un bon pied, Joe loue une chambre dans un petit hôtel de campagne, le Quiet Haven Hotel. Très vite, la situation s’envenime: Ivy, malade, tient des propos délirants: Joe s’efforce de calmer le jeu et d’aller parler au médecin le lendemain. Le jour suivant, Ivy disparaît.

## Système de jeu
Contrairement à beaucoup de jeux conçus sous AGS, la souris n’est pas utilisée ici pour jouer mais au clavier qui sert à la fois à déplacer son personnage à l’écran (principalement Joe) et valider ses actions rendant l’immersion plus prégnante. On ajoutera à cela, une meilleure animation plus fluide des personnages.
Les différentes fins du jeu dépendent directement des choix effectués par le joueur.
- La fin la plus classique – A – dans cette fin, Joe survit et Ivy meurt. C’est la fin la plus facile à obtenir.

- La fin la plus difficile à obtenir – B – dans cette fin, Joe et Ivy survivent. Elle est considérée comme la meilleure fin : elle donne un maximum de points et permet de réunir le couple Davis.

- La mauvaise fin – C – dans cette fin, Joe et Ivy meurent. Bien qu’elle soit considérée comme le bad ending du jeu, c’est avec la fin A, la plus conforme à l’univers sombre et adulte de Downfall.

## Développement
Dans des interviews données après la sortie de l'original en 2009, R. Michalski a avoué qu'il tirait son imagination de ses lectures, notamment Stephen King, et de son expérience professionnel dans un hôtel et comme aide-soignant dans un hôpital[réf. nécessaire]. Il apprécie aussi le rock indépendant notamment Tears of Mars auquel il emprunte la musique[réf. nécessaire].

## Doublage
- Joe Davis (Jesse Gunn)
- Ivy Davis (Isa Beaudry)
- Agnes (Tina Beaudry)
- Receptionnist (Jordan Sailors)
- Sophie enfant (Emily J. Hanley)
- Sophie adulte (Anairis Quinones)
- Joe enfant (Adam Rosenbaum)
- Robbie (Ethan Rosenbaum)
- Harrisson (ThatInsaneDane)
- Ivy enfant (Tina Beaudry)
- Brady (Alan Humphries)
- Les morts (Daveosity, NicoB, Cryaotic)
- Les obèses/la voix (Remi Michalski)
- La Reine des Asticots (Margaret Cowen)
- Susan Ashworth (Lynsey Frost)
- Mitzi Hunt (Brittany Williams)
- Dr Z. (David Firth)

## Musique
Downfall (2009)[réf. nécessaire]
1. Killing Memories
2. Dead Bird’s Songs
3. Elviron
4. Always
5. Dear Diary
6. My Pillar of Reality
7. Devil Came Through Here
8. We’re Over The Bridge Now
9. Temptation
10. This House Is My Castle
11. Give It Back
12. Porn Music
13. Sophie
14. Cracks in the Mirror
15. Going Crazy
16. This Ends With A Twist
17. Thousand Shades of Red
18. The Last Cigarette
19. The Last Cigarette version 2
20. Tunnel
21. The Good Doctor

## Accueil
Sur le site Adventure Gamers, Katie Smith donne au jeu la note de 4/5. Elle cite comme points forts une horreur efficace, un changement de point de vue bien trouvé, une interaction et des puzzles soignés, un très bon mélange entre graphismes, choix des couleurs, bruitages, musiques et voix. Au niveau des points faibles, elle ajoute : la froideur apparente du jeu, très gore et des rebondissements qui le réserve à des joueurs adultes, quelques faiblesses dans le doublage et l’usage pas très subtil de la musique.